# Camerata Köln
Camerata Köln est un ensemble instrumental allemand spécialisé dans l'interprétation historiquement informée de la musique baroque, fondé en 1979.

## Historique
Camerata Köln est fondé en 1979 à Cologne par sept instrumentistes qui se réunissent en divers effectifs selon les programmes : Michael Schneider (flûte à bec et flûte traversière), Karl Kaiser (flûte traversière), Sabine Lier (violon), Ingeborg Scheerer (violon et alto), Rainer Zipperling (violoncelle et viole de gambe) et Sabine Bauer (clavecin),. Par la suite, Christine Busch a remplacé les deux violonistes d'origine.
La formation, spécialisée dans l'interprétation historiquement informée de musique baroque, donne régulièrement des concerts en Allemagne et dans la plupart des pays d'Europe depuis la fin des années 1980, et se produit lors de tournées en Amérique et dans d'autres régions du monde,.
Les membres de l'ensemble sont par ailleurs professeurs dans divers conservatoires, à Francfort, Vienne et Stuttgart, notamment.
Alain Pâris relève que « leur approche cherche à concilier une démarche historique (respect des données fondamentales) et une attitude artistique moderne (étude des sources, assimilation des techniques et de la virtuosité d'époque) ».

## Discographie
La discographie de l'ensemble Camerata Köln est riche, comprenant en 2006 plus de 50 enregistrements.
Au sein de ce catalogue, se distinguent notamment les Essercizii Musici de Telemann, un disque intitulé Handel : Sonatas for Woodwind Instruments pour Deutsche Harmonia Mundi (en) (1996), et plusieurs albums pour CPO, dont des gravures des Trios de Telemann ou une collection de sonates et trios de W.F. Bach.